# FC MITOS Novocherkask
El FC MITOS Novocherkassk (del ruso: ФК «МИТОС» Новочеркасск) fue un club de fútbol ruso de la ciudad de Novocherkassk, fundado en 2008. El club disputaba sus partidos como local en el estadio Yermak.

## Historia
El club fue fundado en 1999 como club amateur por la empresa de construcción MITOS. En 2008 el FC MITOS hizo su debut semi-profesional en el campeonato de la primera liga del óblast de Rostov, donde se convirtió en campeón. En el 2009 se proclamó campeón de la Liga de Fútbol Amateur (zona sur) y desde 2010 juega en la Segunda División de Rusia (zona sur).
El club desapareció en 2016.